# مهانگر تلفن نیگام
مَهانَگَر تلفن نیگام (انگلیسی: Mahanagar Telephone Nigam) یا به اختصار ام‌تی‌ان‌ال (MTNL) یک شرکت مخابرات هندی است، که در سال ۱۹۸۶ تأسیس شد.
مها در هندی به معنای بزرگ و نگر (नगर) به معنای شهر و نیگام به معنی شرکت است. معنی نام این شرکت تلفن «شرکت تلفن کلان‌شهر» است.
ام‌تی‌ان‌ال یک شرکت تابعه کاملاً متعلق به شرکت مخابرات دولتی هند (بی‌اس‌ان‌ال) است که به نوبه خود تحت مالکیت وزارت ارتباطات دولت هند قرار دارد. دفتر مرکزی این شرکت در دهلی نو است. ام‌تی‌ان‌ال خدماتی را در کلان‌شهرهای بمبئی و دهلی نو در هند و در کشور جزیره ای موریس در آفریقا ارائه می‌دهد. این شرکت تا سال ۱۹۹۲ در بمبئی و دهلی نو بازار انحصاری خدمات تلفن را در دست داشت. «تفاوت ما شفافیت ماست» شعار این شرکت است. بی‌اس‌ان‌ال در حال حاضر ۱۰۰ درصد سهام آن را در اختیار دارد. ام‌تی‌ان‌ال تا ژوئن ۲۰۲۱ ۳٫۲۸ میلیون مشترک داشت.

## پیشینه
شرکت تلفن بمبئی در سال ۱۸۸۲ تأسیس شد. اولین مرکز تلفن در بمبئی در ۲۸ ژانویه ۱۸۸۲ شروع به کار کرد. اولین شبکه تلفن دهلی در سال ۱۹۱۱ تأسیس شد مهانگر تلفن نیگام توسط دولت هند در سال ۱۹۸۶ برای نظارت بر خدمات تلفن دهلی و بمبئی ایجاد شد.